# Косвиг (Анхальт)
Косвиг (нем. Coswig, н.-луж. Kósojce) — город в Германии, в земле Саксония-Анхальт.
Входит в состав района Виттенберг. Подчиняется управлению Косвиг (Анхальт). Население составляет 13 287 человек (на 31 декабря 2010 года). Занимает площадь 34,07 км². Официальный код — 15 1 51 009.
Впервые как „oppidum“ (лат. город) упоминается в 1215 году. 
Замок был построен в конце 17 века. 
Здесь находится Кардиоцентр земли Саксония-Анхальт.